# Camila Fernández
Camila Fernández Guinart (Guadalajara, 30 de noviembre de 1997) es una cantante mexicana, hija y nieta respectivamente de los  también cantantes Alejandro Fernández y Vicente Fernández.

## Biografía
Camila Fernández nació el 30 de noviembre de 1997 en Guadalajara, Jalisco, México. Hija del famoso cantante mexicano Alejandro Fernández y América Guinart. Su abuelo paterno, Vicente Fernández es un ícono de la música ranchera. Tiene un hermano mayor Alejandro Fernández Jr., una hermana melliza América Fernández, y dos medio hermanos menores Emiliano Fernández y Valentina Fernández, de la segunda relación de su padre.
Cuando apenas era estudiante de primaria en San Diego, California, Estados Unidos, Camila realizó un casting para interpretar el papel de la afroamericana Motormouth Maybelle en el musical Hairspray, fue lo cual marcó un parte aguas en su vida inclinándose a la música, especialmente por el R&B.
Posteriormente, Camila ingresó a la Escuela de Música Semper Altius en Guadalajara, donde comenzó su formación musical en canto, violín, guitarra, flauta, ukelele, cajón, percusiones, danza, ballet, teatro y solfeo, complementando sus estudios realizados en La Jolla Piano Institute de California. Además cuenta con un par de ciclos realizados en la Berklee College of Music de Boston entre 2013 y 2015.

## Trayectoria musical
El 14 de septiembre de 2014, Camila debutó como cantante junto a su padre Alejandro Fernández en el MGM Gran Hotel & Casino de Las Vegas, donde interpretó el sencillo «Hoy tengo ganas de ti», reiterando su presentación el 9 de noviembre de 2014 al realizar su primera aparición en televisión en compañía de su padre en el programa «Grandes temas de telenovela».
Firmó contrato con Universal Music México el 30 de noviembre de 2015, mismo día de su cumpleaños número 18.
En 2016 colabora en el álbum We Love Disney (Latino) de la mano de Alejandro Fernández interpretando la canción «El ciclo sin fin» de El Rey León y en abril del mismo año tiene una presentación en los Premios Billboard de la música latina. En 2017 tuvo una participación especial como invitada especial en el Programa de Disney Channel, Soy Luna.
En septiembre de 2024, cantó el Himno Nacional en la pelea de El Canelo Álvarez.

## Discografía
Álbumes de estudio
- 2022: Vulnerable
- 2023: Camila Fernández

EPs
- 2018: Mío

Sencillos
- 2017: El Niño Más Grande
- 2017: Mío
- 2018: El Hijo De La Inombrable
- 2023: Todo Todo

### Colaboraciones
- 2016: "El ciclo sin fin" ft. Alejandro Fernández,  Canción de El Rey León, participación en Disco We love Disney (Latino).
- 2020  "¿Te ha pasado?  ft. Paty Cantú y Maria Del Pilar Pérez
- 2020: "Blanca navidad" ft. Alejandro, América y Valentina Fernández
- 2021: "Un año más" ft. Daniel Boaventura
- 2022: "Un poco de tu amor" ft. Moderatto
- 2023: "Debí suponerlo" ft. Morat

### Vídeos musicales
| Año  | Título                                                      | Disco                   |
| ---- | ----------------------------------------------------------- | ----------------------- |
| 2018 | El Hijo De La Innombrale                                    | Mío - EP                |
| 2017 | Mío                                                         | Mío - EP                |
| 2016 | El Ciclo Sin Fin (Alejandro Fernández con Camila Fernández) | We Love Disney (Latino) |